# 增祺
增祺（1851年？月？日—1919年？月？日），字瑞堂，伊拉里氏，满洲镶白旗人，為中國清朝官員。

## 生平
初为密云驻防，以佐领调黑龙江，佐练兵事，历至齐齐哈尔副都统。光绪二十年（1894年），署将军。光绪二十四（1898年）年，擢福州将军，充船政大臣，兼署闽浙总督。同年，任盛京将军。光绪二十六年（1900年）俄国除参与八国联军对华作战外，还调集十几万军队，以保护东清铁路为名，并借口増祺支持义和团闹事，大举入侵中国东北地区。俄军攻陷奉天省（今辽宁省），一度将増祺关押于民居中。增祺在其胁迫下，派代表周冕与俄国代表签订《奉天交地暂且章程》九条，规定俄军驻防奉天等处，该省清军一律解散，将军要听命于俄方“总管”。但清政府拒绝批准，并将增祺革职。旋仍留任。1903年10月28日，本来已经按照条约撤退的俄军士兵千余人回到奉天，再次拘押増祺。光绪三十一年（1905年），丁忧免职。任内曾招安张作霖，並任其為游擊馬隊管帶。光绪三十三年（1907年），授宁夏将军。
宣统元年（1909年）迁广州将军。1910年10月29日－1911年4月14日期間，奉旨接替袁樹勛署理兩廣總督。全名為「總督兩廣等處地方提督軍務、糧饟兼巡撫事」的該官職，是兼轄廣西地區的廣東、廣西兩省之最高統治者，亦為清朝封疆大吏之一。

## 延伸阅读
[在维基数据编辑]
 《清史稿·卷453》，出自趙爾巽《清史稿》